# Заглул, Саад
Саад Заглул (араб. سعد زغلول‎; 1859, Ибьяна, Египетский эялет — 23 августа 1927, Каир, Королевство Египет) — египетский политик, лидер партии «Вафд». Премьер-министр Египта в 1924 году.

## Ранние годы
Родился в июле 1857 года в деревне Ибьяна, провинция Кафр-эш-Шейх в Дельте. Его отец Ибрахим был сельским старостой и принадлежал к деревенской аристократии, позднее сумел перейти в ряды другого класса и стать помещиком. Саад получил традиционное мусульманское образование. Обучение начал в деревенском куттабе, а продолжил образование в медресе. После окончания медресе поступил в Университет аль-Азхар и в 1880 году окончил его. В университете он познакомился с руководителем газеты «Аль-Вакаи аль-Мисрия» («Египетские события») Мухаммадом Абдо, который пригласил его на работу. Первые статьи из-под его пера вышли в 1881 году. В них Заглул выступал ярым сторонником реформ и осуждал абсолютизм:103-104.

## Начало политической деятельности
В 1882 году С. Заглул получил пост в министерстве внутренних дел и перед ним открылась политическая карьера. После оккупации Египта Англией он начал активно участвовать в «Обществе возмездия» («Джамаа аль-интикам»), созданном для подготовки восстания против англичан. В нём рассматривались насильственные и террористические методы борьбы. Деятельность организации была непродолжительной и в 1883 году Заглула арестовали. После трёхмесячного тюремного заключения вместе со своим другом Сакром он был освобождён из-за отсутствия доказательств:104-105.
С 1884 года занимался адвокатской деятельностью, получил огромный авторитет и стал крупнейшим юристом столицы. Входил в круг каирской буржуазии и интеллигенции. В высшем кругу египетской бюрократии Заглул оказался благодаря женитьбе на Сафие Фахми, дочери премьер-министра Мустафы Фахми:105.
В 1892 году он стал советником апелляционного суда и получил диплом юриста в Париже. Но, несмотря на благополучную юридическую карьеру поддерживал тесные связи с патриотическими кругами: оказывал помощь в создании газеты «Аль-Муайяд» и установил контакт с Ахмедом Лютфи Эль-Сайедом, который пытался создать газету для защиты прав египтян:105.
В 1906 году С. Заглул вошёл в состав правительства, получив пост министра образования. На этом посту он организовал перевод учебных пособий на арабский язык и приказал перевести преподавание в государственных школах на арабский. Стремился также развить женское образование и проводил кампанию для создания университета:105. В 1907 году вместе с Али Шаарави, Ахмедом Лютфи Эль-Сайедом и Абд аль-Азизом принял участие в создании Народной партии. Несколько лет активно работал в этой организации и выступал за объединение египетских мусульман и христиан, за отделение политики от религиозной жизни и за женскую эмансипацию:105.
В 1910 году Заглул был переведён на пост министра юстиции, а в 1912 году оставил службу в правительстве из-за конфликта с хедивом Аббасом II:105. Уйдя в отставку, он присоединился к оппозиции. В 1913 году был избран от Каира в Законодательное собрание, где занял пост первого вице-президента. После этого его авторитет и влияние заметно выросли, чему также способствовали талант оратора, незаурядный ум, связь с народом и патриотизм:106.

## Лидер «Вафд»

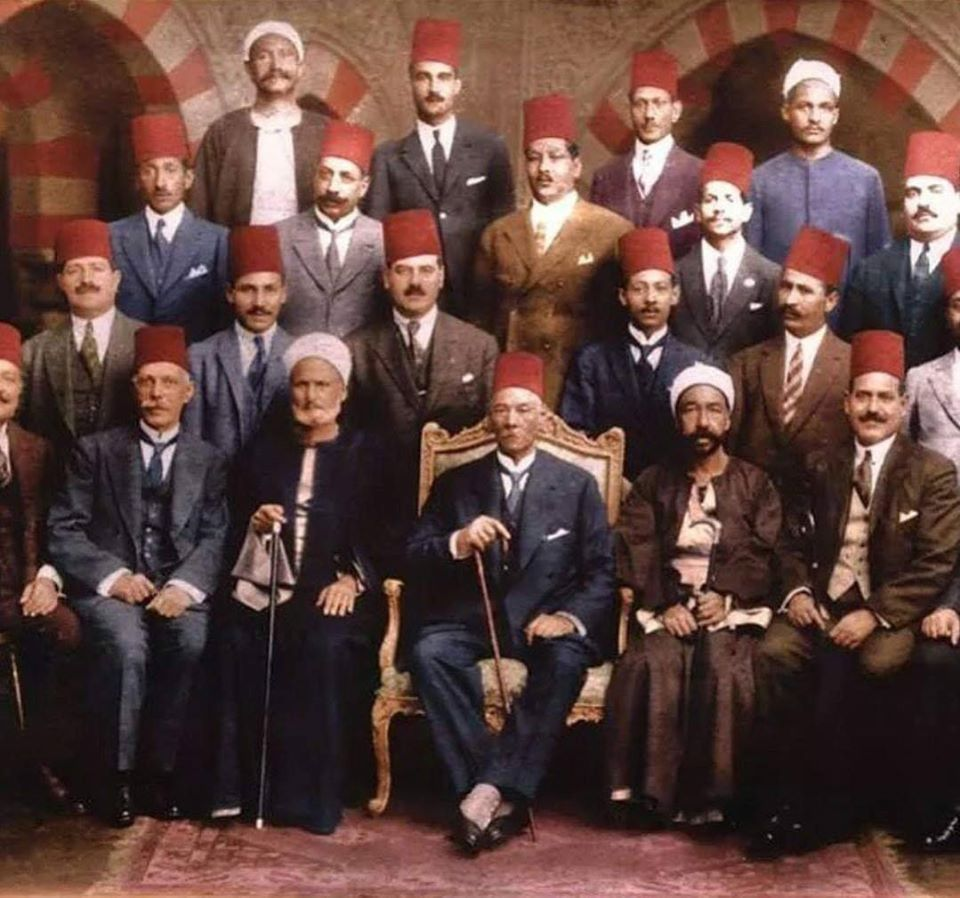
Заглул в окружении соратников по партии «Вафд»

Уже будучи опытным политиком, в 1918 году возглавил движение за полную независимость Египта от Британии. Основал партию (делегацию) «Вафд» и стал её первым руководителем. 14 ноября 1918 года Заглул огласил «Резюме египетских требований» — первую краткую программу Вафда, а 23 ноября был принят устав партии:108.
За свою деятельность 8 марта 1919 года был арестован британцами и выслан на Мальту. Его задержание вызвало серию протестов и демонстраций, привело к дальнейшему обострению кризиса и послужило началом к общенациональному восстанию. Это вынудило английские власти освободить С. Заглула, который сразу же направился принимать участие в Парижской мирной конференции, завершившейся неудачно для египетской делегации. 
В 1921 году вновь С. Заглул был арестован и отправлен на Сейшельские острова. По данным Мустафы Амина, накануне отправки на Сейшельские острова англичане предложили ему стать султаном Египта при условии сохранения Англией протектората. Заглул отказался, сказав, что предпочитает «быть слугой в независимом государстве, нежели султаном оккупированной, порабощённой страны»:166.

18 августа 1922 года он был освобождён и стал занимать должность председателя Верховного руководства «Вафда»:176-177. После того, как в 1922 году Египет получил частичный суверенитет, партия Вафд превратилась в ведущую политическую силу страны. В 1924 году партия победила на выборах, а Заглул стал премьер-министром и находился на этом посту с 26 января до 24 ноября 1924 года, уйдя под давлением англичан. В 1926—1927 годах — председатель палаты депутатов. 23 августа 1927 года Саад Заглул скончался. Его похоронили в мавзолее, который построен в древнеегипетском стиле и находится в центре Каира. Близкий друг Саада Заглула Мустафа Наххас-паша стал новым лидером партии «Вафд». 

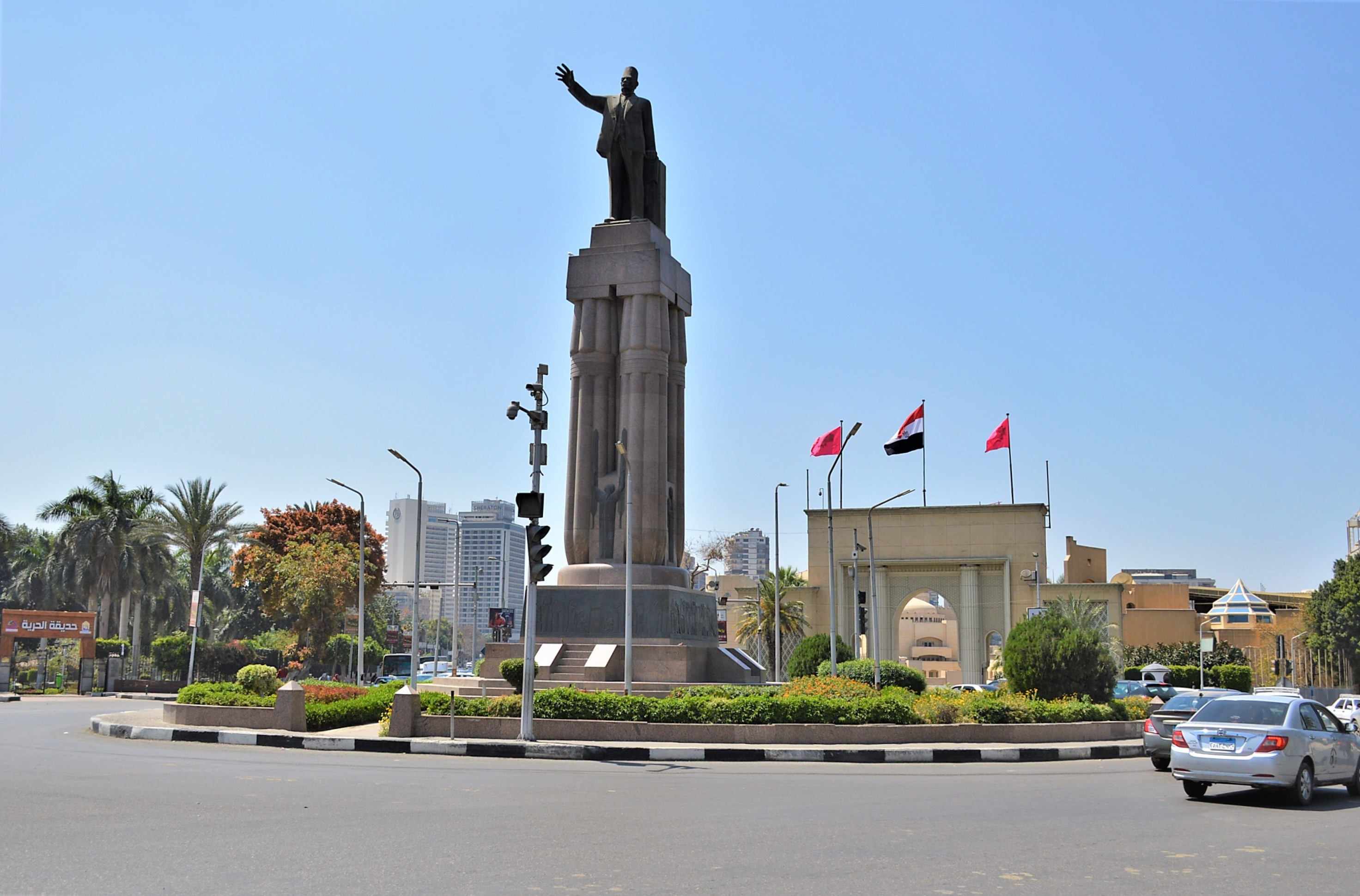
Памятник Сааду Заглулу на острове Гезира в Каире

Позже в Александрии и Каире С. Заглулу были поставлены памятники, автором обоих является его соратник по «Вафду» Махмуд Мухтар.

## Взгляды
С. Заглул поддерживал парламентско-конституционную систему управления и демократию. Был убежденным сторонником частного предпринимательства, свободной инициативы и открыто выступал против пролетарских организаций и коммунизма:188, 199-200. Являлся приверженцем течения фараонизма, представители которого считали египетский народ уникальным, что возводится ещё к эпохе фараонов. Боролся за светский характер государства, которое должно объединить всех жителей страны независимо от религии:183. 